# Горянский, Евгений Иванович
Евгений Иванович Горянский (28 февраля 1929, Москва — 13 июля 1999, Москва, Россия) — советский футболист и футбольный тренер.

## Биография
Начинал играть в 1945 году в Москве в юношеской команде «Динамо». Первый тренер — Владимир Хайдин. Затем в 1949—1952 годах играл в команде Дома офицеров (Львов), в 1953—1956 годах — в «Локомотиве» (Москва). Из-за тяжелой травмы преждевременно закончил играть в футбол.
В 1960 году окончил Луганский педагогический институт.

## Карьера
- В 1958—1960 годах работал старшим тренером «Звезды» (Кировоград).
- В 1961 — «Судостроителя» (Николаев).
- В 1962 и с августа 1983 по 1984 годы — «Десны» (Чернигов).
- В 1963 (по июль) году был начальником команды «Карпаты» (Львов), а с августа этого же года был тренером «Динамо» (Киев).
- В 1964 году работал тренером отдела футбола Всесоюзного совета добровольных спортивных обществ профсоюзов
- В 1965 году был тренером олимпийской и молодёжной сборных СССР.
- 1966—1967 — старший тренер «Заря» (Луганск)
- 1968 (по август) — начальник «Локомотив» (Москва)[1]
- 1968 (с сентября) — 1969 (по май) — тренер сборной СССР
- 1969 (с июня) — 1970 (по июнь) — заместитель начальника Управления футбола Спорткомитета СССР
- 1970 (с июля) — 1972 — старший тренер «Зенит» (Ленинград)[1]
- 1973 — старший тренер первой сборной СССР
- 1974 (с августа) — 1976 — старший тренер «Динамо» (Минск)
- 1978 — «Динамо» (Махачкала)
- 1979 — начальник отдела футбола и хоккея Центрального Совета «Динамо»
- 1980 (по сентябрь) — «Динамо» (Москва)
- 1986—1988 — тренер СДЮШОР «Локомотив» (Москва)

## Достижения
- Мастер спорта
- Заслуженный тренер Украинской ССР (1963)
- Заслуженный тренер РСФСР (1973)
- Заслуженный тренер Белорусской ССР (1975)

Под руководством Евгения Горянского «Заря» (Луганск) в 1966 году выиграла чемпионат во второй группе класса «А» и вышла в высшую лигу, а «Динамо» (Минск) в 1975 году выиграло чемпионат в первой лиге и вышло в высшую лигу.